# Матвійцево
Матві́йцево (рос. Матвейцево) — присілок у складі Міжріченського району Вологодської області, Росія. Входить до складу Сухонського сільського поселення.

## Населення
Населення — 10 осіб (2010; 21 у 2002).
Національний склад (станом на 2002 рік):
- росіяни — 100 %